# Велика мозкова вена
Велика мозкова вена (лат. vena magna cerebri) — одна з найбільших кровоносних судин черепа, що відводить венозну кров від головного мозку. Вона також відома як «вена Галена», названа на честь першовідкривача, грецького лікаря Клавдія Галена. 

## Структура
Велика мозкова вена — одна з глибоких мозкових вен, яка проходить зверху і ззаду від зорових горбів у субарахноїдальному просторі. Решта глибоких вен мозку — це внутрішні мозкові вени, утворені внаслідок з'єднання верхньої таламостріарної та верхньої павутинчастої вен в міжшлуночкових отворах. Внутрішні мозкові вени можна побачити поверх хвостатого ядра і таламуса безпосередньо під мозолистим тілом. Вени на передніх полюсах таламусу зливаються ззаду від епіфіза, утворюючи велику мозкову вену. Вона в свою чергу впадає в прямий синус, який несе свою кров до синусного стоку.
Вени мозку мають дуже тонкі стінки і не містять клапанів. Вони лежать у субарахноїдальному просторі. Проникаючи крізь павутинну і тверду мозкові оболони, вони впадають у мозкові синуси.

## Клінічне значення
Більшість станів, пов'язаних з великою мозковою веною, зумовлені вродженими дефектами. Аневризматичні мальформації вен Галена є найпоширенішою формою симптоматичного порушення мозкового кровообігу у новонароджених та немовлят. Наявність та локалізація ангіом дуже різноманітні і не відповідають жодній передбачуваній схемі.

### Відсутність
Відсутність великої мозкової вени — це вроджена вада. За відсутності даної вени кров з проміжного мозку та базальних гангліїв стікає в поперечний синус, замість того, щоб з'єднуватися по середній лінії. Відсутність великої мозкової вени зустрічається досить рідко. Вона виявляється в грудному віці, і більшість помирає в неонатальному періоді або в ранньому дитинстві.

### Тромбоз
Тромбоз великої мозкової вени — форма інсульту, вражає лише від 3 до 8 % пацієнтів, переважно жінок. У пацієнтів можуть спостерігатися проблеми зі свідомістю, головні болі, нудота, вади зору, стомлюваність, порушення рухів очей та зіничних рефлексів і кома. Тромбоз мозкової вени часто буває смертельним, але не у всіх 100 % пацієнтів. Фактори ризику включають оральні контрацептиви, вагітність та післяпологовий період.